# Ministério das Comunicações (Portugal)
O Ministério das Comunicações era um antigo departamento do Governo de Portugal responsável pela política executiva nas áreas dos transportes terrestres, transportes aéreos, portos e comunicações. 
O ministério foi criado pelo Decreto-Lei n.º 36 061 de 27 de dezembro de 1946, a partir da autonomização do Subsecretariado de Estado das Comunicações do Ministério das Obras Públicas e Comunicações, absorvendo também alguns serviços que estavam dependentes da Presidência do Conselho de Ministros. 
Em 1974, foi substituído pela Secretaria de Estado dos Transportes e Comunicações, integrada no novo Ministério do Equipamento Social e do Ambiente. Em 1975, os transportes e comunicações foram novamente autonomizados, sendo o ministério recriado com a denominação de Ministério dos Transportes e Comunicações. Os transportes e comunicações voltaram a juntar-se às obras públicas em 1981, o que se mantém, desde então.
A maioria das funções e responsabilidades dos antigos Ministérios das Comunicações e dos Transportes e Comunicações estão, actualmente, atribuídas a Secretaria de Estado das Infraestrututas, dos Transportes e das Comunicações do Ministério da Economia e também no Ministério da Agricultura e do Mar e no Ministério do Ambiente, Ordenamento do Território e Energia.

## Organização
Quando foi criado, o Ministério das Comunicações incluía:
- Ministro das Comunicações
  - Gabinete do Ministro
  - Secretaria-Geral
  - Secretariado da Aeronáutica Civil
  - Serviço Meteorológico Nacional
  - Conselho Superior dos Transportes Terrestres
  - Direcção-Geral dos Caminhos de Ferro e Fundo Especial de Caminhos de Ferro
  - Direcção-Geral dos Serviços de Viação
  - Administração-Geral dos Correios, Telégrafos e Telefones
  - Administração-Geral do Porto de Lisboa
  - Administração dos Portos do Douro e Leixões
  - Juntas autónomas dos portos
  - Conselho de Tarifas dos Portos
  - Gabinete Técnico dos Aeródromos Civis